# Aedes phoeniciae
Aedes phoeniciae é um espécie de mosquito do Género Aedes, pertencente à família Culicidae.